# Union Banking Corporation
El Union Banking Corporation (UBC) fue una corporación bancaria en los EE. UU. la cual fue castigada bajo el Acta de comercio con el Enemigo, durante la Segunda Guerra Mundial en octubre de 1942. La corporación (en la cual Prescott Bush, sirvió como Director y Vicepresidente), estaba controlada primariamente por la familia Harriman y fue considerada como una organización Nazi.
Financistas de Adolf Hitler, la familia Harriman, formó el UBC para manejar las inversiones nazis en Estados Unidos de América. El reporte congresista describió al Union Bank como una "Compañía interconectada" con el Trust Alemán del Acero. UBC estaba involucrada en conseguir financiamiento ilegal para Alemania y en la transferencia ilegal de tecnología de gasolina de aviación a la Luftwaffe.
La compañía se estableció en 1924 con George Herbert Walker como Presidente. Su Yerno Prescott Bush (abuelo del expresidente George W. Bush), estuvo en el Directorio desde 1934 a 1943 con E. Roland Harriman, H. J. Kouwenhoven, Johann G. Groeninger, Harold D. Pennington, Cornelis Lievense, Ray Morris y E. S. James.
Prescott Bush y Roland Harriman, servían también como Vicepresidentes en la firma de inversiones W.A. Harriman & Co, con otro empleado, Knight Woolley, de la clase de Yale de 1917 y miembros de la exclusiva secta Skull & Bones . George Walker fue empleado por el hermano de Roland, W. Averell Harriman para manejar el negocio el cual fue iniciado por el barón de los ferrocarriles, E.H. Harriman.
El 31 de julio de 1941  , en un artículo de portada del New York Herald Tribune fue intitulado "Thyssen Has $3,000,000 Cash in New York Vaults"; (Fritz Thyssen era un magnate del acero nazi y uno de los más importantes respaldos financieros de Hitler).

## Condenado por comerciar con el Enemigo
Se generó una investigación del Congreso acerca del UBC la cual fue basada en el Acta de comercio con el Enemigo (Trading with the Enemy Act) en el otoño de 1942.
Los archivos Nacionales de Estados Unidos contienen la Vesting Order número 248 firmado por el custodio de propiedad extranjera Leo T. Crowley, con registros de la expropiación de la compañía. El 20 de octubre de 1942 este expropio los activos del UBC.Los activos fueron expropiados durante la guerra , para después ser entregados. UBC fue disuelto en 1951. Los activos de Prescott Bush en el UBC consistió en una acción. Por ella le dieron $1,500,000 dólares. Esto presupone que Union Banking Corporation estaba avaluada en 4 mil millones de dólares, la mayor parte de ello fue a parar a los Harriman.
En agosto la misma autoridad ,el Congreso expropió la primera de las entidades de Thyssen manejadas po los Bush-Harriman , la Hamburg-American Line, bajo la Vesting Order n.º 126, también firmada por Crowley.
A partir de los libros del Banco, más expropiaciones fueron efectuadas contra otras organizaciones como la Holland-American Trading Corporation (Vesting Order n.º 261) y la Seamless Steel Equipment Corporation (Vesting Order n.º 259). Para noviembre, la Silesian-American Corporation, otro de los negocios de Prescott Bush había sido expropiado.  La compañía había profitado de trabajo esclavo en Auschwitz vía la sociedad con IG Farben, el tercer mayor colaborador de Hitler y socio en la infraestructura del Tercer reich . El campo de Auschwitz no existió hasta después de la nacionalización de los assets Bush-Harriman .